# Rajd Argentyny 1999
Rezultaty Rajdu Argentyny (19º Rally Argentina), eliminacji Rajdowych Mistrzostw Świata w 1999 roku, który odbył się w dniach 22-25 maja. Była to siódma runda czempionatu w tamtym roku i trzecia na szutrze, a także siódma w Production World Rally Championship. Bazą rajdu było miasto Córdoba. Zwycięzcami rajdu została fińska załoga Juha Kankkunen i Juha Repo w Subaru Imprezie WRC. Wyprzedzili oni Brytyjczyków Richarda Burnsa i Roberta Reida w Subaru Imprezie WRC i Francuzów Didiera Auriola i Denisa Giraudeta w Toyocie Corolli WRC. Z kolei w Production WRC zwyciężyła urugwajsko-argentyńska załoga Gustavo Trelles i Martin Christie w Mitusbishi Lancerze Evo V.
Rajdu nie ukończyły cztery załogi fabryczne. Belg Freddy Loix w Mitsubishi Carismie GT Evo VI wycofał się na 17. odcinku specjalnym z powodu uszkodzenia zawieszenia. Na 3. odcinku specjalnym wycofał się Brytyjczyk Colin McRae w Fordzie Focusie WRC. Powodem jego wycofania się było uszkodzenie zawieszenia. Rajdu nie ukończyli również dwaj kierowcy Seata Córdoby WRC. Fin Harri Rovanperä odpadł na 15. oesie z powodu awarii silnika, a Włoch Piero Liatti na 22. oesie z powodu wypadku.

## Klasyfikacja ostateczna
| Miejsce                | Zawodnik               | Pilot                  | Samochód                 | Czas                   | Strata                 | Grupa                  | Punkty                 |                        |
| Klasyfikacja generalna | Klasyfikacja generalna | Klasyfikacja generalna | Klasyfikacja generalna   | Klasyfikacja generalna | Klasyfikacja generalna | Klasyfikacja generalna | Klasyfikacja generalna | Klasyfikacja generalna |
| ---------------------- | ---------------------- | ---------------------- | ------------------------ | ---------------------- | ---------------------- | ---------------------- | ---------------------- | ---------------------- |
| 1.                     | Juha Kankkunen         | Juha Repo              | Subaru Impreza WRC       | 4:17:15.4              |                        | A8 M                   | 10                     |                        |
| 2.                     | Richard Burns          | Robert Reid            | Subaru Impreza WRC       | 4:17:17.8              | +2.4                   | A8 M                   | 6                      |                        |
| 3.                     | Didier Auriol          | Denis Giraudet         | Toyota Corolla WRC       | 4:17:55.0              | +39.6                  | A8 M                   | 4                      |                        |
| 4.                     | Tommi Mäkinen          | Risto Mannisenmäki     | Mitsubishi Lancer Evo VI | 4:18:40.6              | +1:25.2                | A8 M                   | 3                      |                        |
| 5.                     | Carlos Sainz           | Luis Moya              | Toyota Corolla WRC       | 4:19:43.5              | +2:28.1                | A8 M                   | 2                      |                        |
| 6.                     | Thomas Rådström        | Fred Gallagher         | Ford Focus WRC           | 4:22:07.3              | +4:51.9                | A8 M                   | 1                      |                        |
| 7.                     | Gustavo Trelles        | Martin Christie        | Mitsubishi Lancer Evo V  | 4:39:46.2              | +22:30.8               | N4                     |                        |                        |
| 8.                     | Jorge Recalde          | José Garcia            | Mitsubishi Lancer Evo V  | 4:41:09.0              | +23:53.6               | N4                     |                        |                        |
| 9.                     | Claudio Marcelo Menzi  | Rodolfo Amelio Ortiz   | Subaru Impreza WRX       | 4:41:33.0              | +24:17.6               | N4                     |                        |                        |
| 10.                    | Frédéric Dor           | Kevin Gormley          | Subaru Impreza WRC       | 4:45:18.2              | +28:02.8               | A8 TC                  |                        |                        |
| PWRC                   |                        |                        |                          |                        |                        |                        |                        |                        |
| 1. (7.)                | Gustavo Trelles        | Martin Christie        | Mitsubishi Lancer Evo V  | 4:39:46.2              |                        | N4                     | 10                     |                        |
| 2. (8.)                | Jorge Recalde          | José Garcia            | Mitsubishi Lancer Evo V  | 4:41:09.0              | +1:22.8                | N4                     | 6                      |                        |
| 3. (9.)                | Claudio Marcelo Menzi  | Rodolfo Amelio Ortiz   | Subaru Impreza WRX       | 4:41:33.0              | +1:46.8                | N4                     | 4                      |                        |
| 4. (11.)               | Oscar Chiaramello      | Fernando Chiaramello   | Mitsubishi Lancer Evo V  | 4:50:40.5              | +10:54.3               | N4                     | 3                      |                        |
| 5. (12.)               | Santos Manzanares      | Adriana Manzanares     | Subaru Impreza WRX       | 5:02:33.1              | +22:46.9               | N4                     | 2                      |                        |
| 6. (13.)               | Miguel Centeno         | Edsel Alberto Bruno    | Mitsubishi Lancer Evo IV | 5:25:25.6              | +45:39.4               | N4                     | 1                      |                        |
| 2L WRC                 |                        |                        |                          |                        |                        |                        |                        |                        |
| 1. (19.)               | Ricardo Bissio         | Claudio Henin          | Renault 18 GTX           | 5:41:29.7              | -                      | A7                     |                        |                        |
| 2. (23.)               | Heriberto Ortiz        | Guillermo Flores       | Renault 18 GTX           | 6:32:20.9              | +50:51.2               | A7                     |                        |                        |

1. ↑  Litera M przy oznaczeniu grupy do której należy samochód oznacza, iż tylko ci kierowcy zdobywali punkty dla swoich zespołów liczonych w klasyfikacji producentów na koniec sezonu.

## Zwycięzcy odcinków specjalnych
| Dzień      | Odcinek | G. rozp. | Nazwa                                   | Długość  | Zwycięzca      | Czas    | Lider rajdu    |
| ---------- | ------- | -------- | --------------------------------------- | -------- | -------------- | ------- | -------------- |
| 1 (22 MAJ) | SS1     | 14:30    | SSS Camping General S. Martin           | 3.97 km  | Carlos Sainz   | 3:02.8  | Carlos Sainz   |
| 2 (23 MAJ) | SS2     | 09:03    | El Condor - Copina A                    | 8.39 km  | Colin McRae    | 6:49.9  | Carlos Sainz   |
| 2 (23 MAJ) | SS3     | 10:01    | Giolio Cesare - Mina Clavero            | 19.23 km | Tommi Mäkinen  | 9:46.0  | Didier Auriol  |
| 2 (23 MAJ) | SS4     | 10:40    | Cura Brochero - Nono 1                  | 19.26 km | Richard Burns  | 9:41.6  | Didier Auriol  |
| 2 (23 MAJ) | SS5     | 12:12    | Chamico - Ambul                         | 24.82 km | Richard Burns  | 18:16.4 | Richard Burns  |
| 2 (23 MAJ) | SS6     | 12:54    | El Mirador - San Lorenzo                | 20.70 km | Juha Kankkunen | 11:38.2 | Richard Burns  |
| 2 (23 MAJ) | SS7     | 14:03    | Cura Brochero - Nono 2                  | 19.26 km | Juha Kankkunen | 9:33.9  | Richard Burns  |
| 2 (23 MAJ) | SS8     | 15:21    | El Condor - Copina B                    | 16.98 km | Juha Kankkunen | 13:44.2 | Juha Kankkunen |
| 2 (23 MAJ) | SS9     | 16:38    | Camping General San Martin              | 4.10 km  | Richard Burns  | 2:41.9  | Juha Kankkunen |
| 3 (24 MAJ) | SS10    | 08:58    | La Cumbre - Agua de Oro                 | 23.67 km | Richard Burns  | 20:11.6 | Didier Auriol  |
| 3 (24 MAJ) | SS11    | 09:59    | Colonia Caroya                          | 3.40 km  | Didier Auriol  | 2:22.9  | Didier Auriol  |
| 3 (24 MAJ) | SS12    | 10:45    | Ascochinga - La Cumbre                  | 28.93 km | Richard Burns  | 18:51.7 | Didier Auriol  |
| 3 (24 MAJ) | SS13    | 12:55    | Tanti - Cosquin                         | 16.14 km | Carlos Sainz   | 8:36.6  | Richard Burns  |
| 3 (24 MAJ) | SS14    | 13:48    | Villa Giardino - La Falda               | 22.53 km | Juha Kankkunen | 16:28.7 | Richard Burns  |
| 3 (24 MAJ) | SS15    | 15:28    | Capilla Monte - San Marcos Sierra       | 23.03 km | Carlos Sainz   | 17:35.6 | Richard Burns  |
| 3 (24 MAJ) | SS16    | 15:59    | San Marcos Sierra - Charbonier          | 9.80 km  | Richard Burns  | 6:38.3  | Richard Burns  |
| 4 (25 MAJ) | SS17    | 09:28    | Santa Rosa de Calamuchita - San Agustin | 26.16 km | Richard Burns  | 15:24.7 | Richard Burns  |
| 4 (25 MAJ) | SS18    | 10:11    | Las Bajadas - Villa del Dique 2         | 18.72 km | Juha Kankkunen | 9:56.3  | Richard Burns  |
| 4 (25 MAJ) | SS19    | 11:27    | Amboy - Santa Rosa de Calamuchita 1     | 21.33 km | Juha Kankkunen | 11:18.8 | Richard Burns  |
| 4 (25 MAJ) | SS20    | 12:43    | Santa Rosa de Calamuchita - San Agustin | 26.16 km | Tommi Mäkinen  | 15:12.9 | Richard Burns  |
| 4 (25 MAJ) | SS21    | 13:26    | Las Bajadas - Villa del Dique 2         | 18.72 km | Juha Kankkunen | 9:58.0  | Richard Burns  |
| 4 (25 MAJ) | SS22    | 14:42    | Amboy - Santa Rosa de Calamuchita 2     | 21.33 km | Juha Kankkunen | 11:16.9 | Juha Kankkunen |

## Klasyfikacja po 7 rundach
Tabele przedstawiają tylko pięć pierwszych miejsc.

### Kierowcy
| Lp. | Kierowca          | Pkt |
| --- | ----------------- | --- |
| 1   | Tommi Mäkinen     | 32  |
| 2   | Didier Auriol     | 32  |
| 3   | Colin McRae       | 23  |
| 4   | Carlos Sainz      | 23  |
| 5   | Philippe Bugalski | 20  |

### Producenci
| Lp. | Producent                    | Pkt |
| --- | ---------------------------- | --- |
| 1   | Toyota Castrol Team          | 67  |
| 2   | Marlboro Mitsubishi Ralliart | 41  |
| 3   | Subaru WRT                   | 36  |
| 4   | Ford Motor Co. Ltd.          | 35  |
| 5   | Seat Sport                   | 8   |